# Апсцисинска киселина
Апсцисинска киселина (енгл. abscisic acid, ABA) је биљни хормон, по хемијској природи сесквитерпеноид. Синтеза апсцисинске киселине дешава се највећим делом у хлоропластима, као и у другим пластидима. Стално присуство апсцисинске киселине у ниским концентрацијама неопходно је за нормалан раст и диференцијацију ћелија. Повишена концентрација апсцисинске киселине неопходна је за затварање стома, дормантност семена, сенесценсију (старење) и опадање листова, као и способност толеранције на физиолошку сушу.
Ови хормони регулишу раст и развиће биљке у периоду када она прелази из фазе активног раста у фазу мировања. Осим тога што утиче на опадање листова, он ствара и пупољке за презимљавање и спречава клијање семена. Овај хормон припада групи која се називај инибитори. Из тог разлога што у неким физиолошким процесима имају супротно дејство. Садрже у себи једињења са разноврсном хемијском структуром. Ова киселина је откривена је у Калифорнији шездесетих година 20. века. Открио ју је истраживач Адикот док је испитивао узроке опадања незрелих плодова памука. Тада је устновљено да се у плодовима накупља хормон који изазива њихово опадање и он бива назван апсцисинска киселина. Име је добила по појави коју узрокује (лат. abscessio, опадање). У току сушних перода повећава се концентрација овог хормона у листовима биљке. То утиче и на затварање стоминог апарата приликом наглог губитка воде, што доводи то прекида транспирације која ће спречити даљи губитак воде. 